# Az ember tragédiája (opera)
Az ember tragédiája Ránki György Madách Imre műve nyomán írt két részes „misztériumoperája”, amelyet 1970. december 4-én mutatott be a Magyar Állami Operaház. Sokan ezt a darabot tartják a szerző főművének.

## Az opera szereplői és helyszínei
| Szereplő              | Hangfekvés   | Az ősbemutatón             |
| --------------------- | ------------ | -------------------------- |
| Ádám                  | bariton      | Bende Zsolt                |
| Éva                   | szoprán      | Házy Erzsébet              |
| Lucifer               | tenor        | Udvardy Tibor              |
| Az Úr hangja          | basszus      | Ütő Endre                  |
| Gábriel arkangyal     | basszus      | Bódy József                |
| Mihály arkangyal      | tenor        | Antalffy Albert            |
| Rafael arkangyal      | tenor        | Szigeti László             |
| Rabszolga             | bariton      | Sólyom-Nagy Sándor         |
| Első demagóg          | basszus      | Szalma Ferenc              |
| Második demagóg       | bariton      | Sólyom-Nagy Sándor         |
| Egy polgár            | bariton      | Nagypál László             |
| Catullus, római költő | tenor        | Szigeti László             |
| Hippia                | alt          | Szirmay Márta              |
| Cluvia                | mezzoszoprán | Szőnyi Olga                |
| Péter apostol         | basszus      | Szalma Ferenc              |
| Pátriárka             | bariton      | Sólyom-Nagy Sándor         |
| Agg eretnek           | basszus      | Szalma Ferenc              |
| Egy barát             | basszus      | Antalffy Albert            |
| Heléna                | alt          | Szirmay Márta              |
| Csontváz              | tenor        | Külkey László              |
| Első udvaronc         | bariton      | Ötvös Csaba                |
| Második udvaronc      | tenor        | Külkey László              |
| Rudolf császár        | bariton      | Nagypál László             |
| Egy tiszt             | basszus      | Antalffy Albert            |
| Márki                 | tenor        | Szigeti László             |
| Sans-culotte          | tenor        | Lux Géza                   |
| Saint-Just            | bariton      | Ötvös Csaba                |
| Robespierre           | tenor        | Külkey László              |
| Udvaronc              | bariton      | Ötvös Csaba                |
| Tanítvány             | tenor        | Szigeti László             |
| Bábjátékos            | basszus      | Antalffy Albert            |
| Virágáruslány         | szoprán      | Forgács Júlia              |
| Első munkás           | bariton      | Morandini Egon             |
| Második munkás        | basszus      | Bódy Tivadar               |
| Koldus                | bariton      | Katona Lajos               |
| Kocsmáros             | basszus      | Kiss J. László             |
| Éva anyja             | mezzoszoprán | Szőnyi Olga                |
| Cigányasszony         | alt          | Barlay Zsuzsa              |
| 1., 2., 3., 4. tanuló | gyerekhangok | A gyermekkar tagjai        |
| Első, második gyáros  | basszusok    | Szalma Ferenc, Bódy József |
| A nyegle              | bariton      | Sólyom-Nagy Sándor         |
| A zenész              | basszus      | Nádas Tibor                |
| Kéjhölgy              | alt          | Szirmay Márta              |
| Lovel                 | bariton      | Nagypál László             |
| Az elítélt            | tenor        | Szigeti László             |
| A tudós               | bariton      | Katona Lajos               |
| Luther                | basszus      | Bódy József                |
| Plátó                 | basszus      | Antalffy Albert            |
| Michelangelo          | tenor        | Külkey László              |
| Első géphang          | basszus      | Nádas Tibor                |
| Második géphang       | alt          | Barlay Zsuzsa              |
| Harmadik géphang      | bariton      | Nagypál László             |
| Eszkimó               | tenor        | Külkey László              |

- Kórus: angyalok, nép, eretnekek, barátok, láthatatlan kórus, stb.
- Színhelyek:
  - I. rész: 1. szín: a mennyekben; 2. szín: Paradicsom; 3. szín: Pálmás vidék a Paradicsomon kívül; 4. szín: Az ókori Egyiptom; 5. szín: Az ókori Athén; 6. szín: az ókori Róma; 7. szín: Bizánc
  - II. rész: 8. szín: Prága a XVII. Században; 9. szín: Párizs a Nagy Forradalom alatt; 10. szín: ismét Prága; 11. szín: London a XIX. században; 12. szín: Falanszter; 13. szín: Az űrben; 14. szín: Jégvidék; 15. szín: Pálmás vidék a Paradicsomon kívül
- Játékidő: két óra negyvenöt perc

## Az opera cselekménye

### I. rész
1. szín: Az angyalok kara dicsőíti az Istent és munkáját a teremtést. Csak Lucifer nem lelkesedik, ő kétkedve fogadja a nagy művet és a követeli az őt megillető részt. Be akarja bizonyítani az Úrnak műve tökéletlenségét. Isten oda is ad neki egy föld darabot a Paradicsomban: a Tudás és az Öröklét fáját.
2. szín: Ádám és Éva élvezik egymás társaságát, a Paradicsom kényelmét. Lucifer megjelenik Évának, felébreszti benne a szabad cselekvés vágyát. Eszik a Tudás fájának gyümölcséből és erre veszi rá Ádámot is, aki eleinte tiltakozik, majd bele harap  a tiltott gyümölcsbe. Az Öröklét fájáról is szakítani akarnak, de az Úr száműzi őket az édenkertből.
3. szín: Ádám és Éva kis kunyhót ácsolt a Paradicsomon kívüli pálmás ligetben. Az első ember pár kénytelen szembenézni a küzdelmes léttel. Ennek a küzdésnek az értelmét kutatja Ádám. Lucifer álmot bocsát rá, hogy megmutassa neki milyen jövő vár az emberiségre.
4. szín: Ádám a fáraók trónján ül, a halhatatlanságot akarja elérni a csodás piramis építésével. Aztán egy rabszolga szeme láttára hal meg, de előtte elmondja a híres mondatott: Milliók egy miatt!. Ádámot elgondolkodtatják szavai. A halott rabszolga feleségét maga mellé emeli a trónra, a piramis építését abbahagyja. Szabadon engedi a rabszolgákat. Hiszen úgysem szerezheti meg a halhatatlanságot. Erre döbbentették rá Lucifer szavai is. Megértette: az eszme, amit megkívánt valósítani téves.
5. szín: Ádámot Miltiádészként látjuk újra. Új eszme hevíti: az egyes ember legyen a közösség szolgája és tegyen meg mindent tőle telhetőt a társadalomért. Militiádészként bátran szembeszállt a perzsa seregekkel és győzött: megvédte Athén városát a pusztulástól. Otthon mégis hálátlanság fogadja. A demagógok elérik, hogy a nép, amelyet védelmezett halálra ítélje.
6. szín: Miután Ádám csalódott az önfeláldozó egy mindenkiért eszméjében már csak a szórakozásra, a léha életre vágyik célok nélkül. Az ókori Rómában a gladiátorok harcain szórakozó sokaság Catullus segítségével csak gúnyolódik a nagy eszméken. Egy halottat hoznak be, aki pestisben hunyt el. Lucifer ráveszi Hippiát, hogy csókolja meg a halottat és a vegye ki szájából az obolust. Hippia ezt megteszi, ekkor jelenik meg Péter apostol, aki a szép hölgy tudtára adja: a döghalált szívja magába. Az apostollal megjelenik az új eszme, amely győzedelmeskedik Rómán: a kereszténység. Ádámot teljesen az új gondolatok hatása alá kerül.
7. szín: Ádám mint Tankréd lovag jelenik meg, és az eretnekek kivégzése kapcsán látja, hogy az egyes tanok követői nem az egészet nézik, hanem részkérdéseken vitatkozva ítélik el egymást. Máglyák égnek mindenhol. Ádám lovagként azt kívánta, hogy a nő ne közpréda legyen, de most éppen ez áll vágyai beteljesülésének útjában: a szép hölgy, akit imád, Éva-Izióra zárdába vonul. A  kor eszményei nem engedik, hogy testileg is egymásáé legyenek. Ádám ismét csalódik, pihenni akar, de az ember nem bírja sokáig a testpedést, nyugtalan szelleme mindig tovább űzi.

### II. rész
8. szín: Ádám Keplerként a XVII. századi Prágában a tudományoknak él. Ebben a korban az emberiséget nem hajszolják nagy eszmék, aki ilyeneken mereng, az végül magára marad. Éva-Borbála a nagy tudós feleségeként képtelen annak szellemével felérni, nem érti férjét és unalmasnak találja. Izgalomra vágyik és megcsalja férjét egy udvaronccal. Közben a császár egyre csak horoszkópkészítésre, asztrológia művelésére kéri Keplert. A nagy csillagász nem élhet a tudomány magasztos eszméinek, ő is belevész a körülötte lévő világ kisszerűségébe. Ádám álomba merül és olyan korba vágyakozik, amelyben még vannak nagy eszmék, melyekért érdemes lelkesedni.
9. szín: Ádám Dantonként a francia forradalom kellős közepén találja magát. Megdöbben attól az oktalan mészárlástól, amely az eszme álarca mögött a forradalmat tömegmészárlássá alacsonyítja. A gondolkozó népvezérek sorsa azonban csak a kivégzés lehet. Éva kettős alakban jelenik meg: Márkinőként, aki a múlt hagyományait képviseli és őrzi, valamint pórnőként, aki a forradalom nevében erőszakos, gyilkol, hogy Dantonnal tölthessen egy éjszakát. Dantont végül a vérpadra hurcolják.
10. szín: Ádám ismét Keplerként ébred és arra az eredményre jut töprengései során, hogy jó lenne, ha az élet minden területén az előítéletektől mentes szabad gondolkodás diadalmaskodna. Lucifer örömmel repíti tovább útjukon.
11. szín: Lucifer és Ádám a londoni Tower tetejéről szemlélik a liberalizmus kialakította világot. Távolról nézve úgy tűnik ez az életforma megvalósította az ember minden vágyát. De amint leszállnak a nép közé világos lesz Ádám előtt, hogy a nagy szabadság a mérhetetlen önzés, a féktelen anyagiasság és kizsákmányolás forrásává válik. Ebben a világban mindenki a közös sír felé tart, mindenkire a pusztulás vár. Ádám megint kiábrándul, de még reménykedik egy olyan világban, amelyben mindent a célszerűség irányít.
12. szín: A Falanszterben csak egyetlen cél és eszme vezérli az emberek mindennapjait: a hasznosság. Ennek értelmében fölöslegesnek tartják a filozófiát, a művészeteket, a vallást. az érzelmeknek sem tulajdonítanak fontosságot. Nincs értéke az egyéniségnek. Mikor Ádám felismeri Évát és szerelmet vallanak egymásnak a Tudós és az aggastyán elmebetegnek nyilvánítja őket.
13. szín: Ádám el akart szakadni keserűségében a Földtől, de hamar tapasztalja: az űrben nincs élet az ember számára. Amikor visszatér a Földre a kozmikus pusztulás képe tárul elé.
14. szín: A Föld lehűlt. Lassan az éle minden formája eltűnik. Az eszkimók egymást verik agyon, mert egyre kevesebb a zsákmány. Éva és férje csak vegetál ebben a fagyos, megdermedt világban.
15. szín: Ádám felébred és céltalanak, értelmetlenek látja a jövőt. Le akarja magát vetni a szakadékba, hogy az emberiség kihaljon, mielőtt még ténylegesen is elindult volna önpusztító útjára. Ekkor azonban Éva bújik elő a kunyhóból és bejelenti, hogy terhes. Ezzel meghiúsul Ádám öngyilkossági terve, hiszen értelmét veszti az, tovább kínozza a gyötrő bizonytalanság. Csak az Úr szavai adnak neki valamelyest megnyugvást: a lét nem értelmetlen akkor sem, ha az eszmék elvesztik valódi értelmüket, mert a küzdelem az élet igazi értelme és ez örök!

## Az opera zenéje és története
Ránki György 1961-ben kezdett dolgozni Az ember tragédiája megzenésítésén, és közel tíz évig tartott mire végleges formába tudta önteni művét. Maga a téma már régebb óta foglalkoztatta és nem nehéz kitalálni miért: Ránki gyakorlott filmzene szerző volt, Madách főműve pedig látványos képekben vonultat fel térbeli és időbeli elemeket, ez a látvány dömping vonzotta a zeneszerzőt. A történet ugyanis lehetőséget adott számára, hogy sokféle jellemet, kort, hangulatot, mondanivalót illusztráljon zeneileg.
A librettó alapja az eredeti Madách szöveg. Ránki semmit nem írt át, változtatott meg benne, csak rövidített, összevont, elhagyott szereplőket. Arra törekedett, hogy kihangsúlyozza a történés fő vonalát: Ádám és Lucifer útját a történelmi korokban és az eszmék változását, fejlődését. A zeneileg két, jól elkülöníthető sík rejtőzik az operában: az egyik a tárgyszerű zenei ábrázolás síkja, zenei kor- és helyszínrajz sorozat, a másik a történelemfölötti-filozófiai sík, ez adja az egységes drámai vonulatot. Az első síkon bomlanak ki a zenés stílustalálmányok, a másik síkon vissza térő motívumok és hangvételek jellemzik az újra és újra ugyanazokkal a problémákkal küzdő hősöket. A szerző a zenedrámai összefüggések érzékeltetésére laza vezér motívumos technikát alkalmazott.
Ránkit elsősorban  a történet lappangó zenei erővonalai érdekelték, egy újszerű színpadi formátum körvonalai. A zene alapvetően a szöveg és a látvány szolgálatát igyekszik betölteni, stílusa összetett, ugyanakkor elég kötetlen is. A kész és rögtönzött stíluselemek között szabadon válogat. A koncentrikus zenei formarendszer tükrözi a drámai költemény alapstruktúráját, valamint az egyes színek koncentrikus felépítését.
A különböző képekben a recitativók között ariosók alakulnak ki. Az egyes részeket és színeket közzenék kötik össze, ezek a zenei anyag igen jellegzetes részei. Azokra a zenei motívumokra épülnek, melyek azokat a gondolatokat testesítik meg, amelyek átvezetnek egyik korból, a másikba. A zeneszerző ezzel teremti meg az egységet a tartalmilag egymással nem sok összefüggést mutató színek között. Ezek az esetek többségében egy-egy átvezető mondaton alapuló kórusból és pantomimból épülnek fel, rendszerint a tömegek átalakulását ábrázolják. Zenéjük jellege és szerepe is ritornell-szerű.
Ránki már az opera megírása előtt is többször is elhatárolódott az avantgárd újítóktól, és Az ember tragédiája kapcsán is kijelentette, hogy tisztán neo-normális zenét akar írni. Ennek ellenére az opera zenei anyagában néhány helyen élt a dodekafónia eszközeivel, de ezt teljesen függetlennek kell tekintetünk a bécsi iskola szisztematikus kötöttségeitől.
A Tragédia megzenésítésének egyik legsúlyosabb buktatója a hősök hangjának, érzelmeinek az ábrázolásában rejlik. Ránki a madáchi érzelmeket a hagyományos magyar pentaton deklamációba, semleges ariosokba vagy énekbeszédbe öntötte. A zenekari kíséret eléggé egyenletes lejtésű, motivikusan tagolódik, de nem elég erős, hogy minden esetben hordozza és alakítsa a gondolatmenetet. Ezekre hivatkozva vonják kétségbe egyesek, hogy Ránki zenéje Madách lírájához méltó módon rendelkezik autonómiával.